# Sasu Halme
Pour les articles homonymes, voir Halme.
Sasu Halme, né le 26 août 1996 à Sipoo, est un coureur cycliste finlandais.

## Palmarès sur route

### Par année
- 2014
  -  Champion de Finlande du contre-la-montre juniors
  - 2e du championnat de Finlande sur route juniors
- 2015
  -  Champion de Finlande du contre-la-montre espoirs
  - 1re étape de AHH Ajo
  - 3e du championnat de Finlande sur route espoirs
- 2016
  - 3e du championnat de Finlande du contre-la-montre
- 2017
  -  Champion de Finlande du contre-la-montre
  - 2e du championnat de Finlande sur route espoirs
  - 3e du championnat de Finlande sur route
- 2018
  - Ahvenisto GP
  - 3e du championnat de Finlande du contre-la-montre par équipes

### Classements mondiaux
| Année           | 2015 | 2016   | 2017 |
| --------------- | ---- | ------ | ---- |
| UCI Europe Tour | 919e | 1 470e | 570e |

## Palmarès en VTT

### Championnats nationaux
- 2012
  -  Champion de Finlande de cross-country juniors
- 2014
  -  Champion de Finlande de cross-country juniors
  - 2e du championnat de Finlande de cross-country eliminator
- 2015
  -  Champion de Finlande de cross-country
- 2017
  -  Champion de Finlande de cross-country

### Autres évènements
- 2015
  - Valkeakoski XC
  - Korso XC

## Palmarès en cyclo-cross
- 2012-2013
  - 2e du championnat de Finlande de cyclo-cross juniors
- 2015-2016
  -  Champion de Finlande de cyclo-cross
- 2016-2017
  -  Champion de Finlande de cyclo-cross
- 2017-2018
  -  Champion de Finlande de cyclo-cross